# 布鲁里

布鲁里 布隆迪南部城市。是布鲁里省省会。海拔1836米。2007年人口统计有20000人。

3°57′S 29°37′E / 3.950°S 29.617°E